# Paninaro 2.0
Paninaro 2.0 è il secondo album in studio del gruppo musicale italiano Il Pagante, pubblicato il 21 settembre 2018.

## Descrizione
Il 9 giugno 2017 è pubblicato il primo singolo successivo all'album di debutto del gruppo, intitolato Entro in pass, dal titolo Too Much, anticipando anche l'arrivo di nuovo materiale. Successivamente, il 12 gennaio 2018 viene messa in commercio la canzone Dress Code, con la produzione di Sissa e il featuring di Samuel Heron. Dopo l'uscita del brano, il trio entra ufficialmente in studio per la registrazione del nuovo disco che concludono nell'estate del 2018. Intanto, il 16 luglio 2018 viene reso disponibile il singolo Il terrone va di moda, terzo singolo estratto dal nuovo compact disc. L'uscita del secondo disco è prevista per la fine di settembre 2018, seguita da un tour.
Il 3 settembre 2018 annunciano, tramite la pagina ufficiale Instagram, il titolo dell'album, Paninaro 2.0 e la copertina del CD, realizzata da Simone Biasi. Nei giorni successivi vengono pubblicati dei piccoli pezzi delle tracce che compongono il disco. Il compact disc vede la luce il 21 settembre 2018 per l'etichetta Believe. Il CD è mixato e masterizzato allo Studio 104 di Milano di Gigi Barocco, tranne per la traccia Too Much che è stata mixata e masterizzata da Pete Miles al Coffin Studio del capoluogo lombardo. Mentre, le voci sono state registrate a Porta Romana a Milano negli Icarus Studio. Il disco debutta alla sesta posizione della classifica album FIMI, per poi scendere alla posizione numero ventitré. Inoltre, si classifica secondo nella classifica dance album Italia.
All'interno dell'album vi sono diversi featuring, tra cui quelli con Emis Killa, Samuel Heron, Shade, Myss Keta, MadMan e Gemelli DiVersi. Inoltre, presenta diverse produzioni discografiche, tra cui quelle di Don Joe e Big Fish e racchiude diversi generi musicali, tra cui il rap con Emis Killa nella traccia Il mezzo e l'elettronica in Adoro con Myss Keta. Il titolo dell'album riprende il termine paninaro, riferito alla subcultura milanese degli anni 1980 che nonostante non esista più, ancora oggi ha lasciato in eredità alcune abitudini che non sono variate. L'album viene presentato in versione live al Fabrique di Milano il 6 dicembre 2018.
In seguito alla pubblicazione, il gruppo inizia il 21 settembre 2018 alcuni instore in giro per l'Italia fino al 30 settembre, per un totale di diciotto paesi italiani. Il 19 ottobre seguente esce il quarto estratto, ossia la traccia numero otto, Radical chic, mentre un sesto singolo estratto dall'album, Adoro, viene pubblicato il 5 marzo 2019.
Il 12 ottobre 2020 il brano La triste storia dei ragazzi di provincia featuring Gemelli DiVersi è certificato disco d'oro. Anche il brano Dam 2 (il ritorno) featuring Madman nel 2021 riceve la certificazione dalla Fimi del disco d'oro.

## Tracce
1. Il mezzo (feat. Emis Killa) – 3:00 (Cremona, Giambelli)
2. Dress Code (feat. Samuel Heron) – 3:14 (Cremona, Costa)
3. Settimana bianca – 2:43 (Cremona)
4. Food porn (feat. Shade) – 3:32 (Cremona, Ventura)
5. Adoro (feat. Myss Keta) – 5:25 (Cremona, Riva, Myss Keta)
6. Dam 2 (Il ritorno) (feat. MadMan) – 2:48 (Cremona, Botrugno)
7. Too Much – 2:56 (Cremona, Sissa)
8. Radical chic – 3:25 (Cremona)
9. Il terrone va di moda – 2:56 (Cremona)
10. La triste storia dei ragazzi di provincia (feat. Gemelli DiVersi) – 3:23 (Cremona, Busnaghi, Stranges)

Durata totale: 33:22

## Formazione

### Gruppo
- Roberta Branchini - voce
- Federica Napoli - voce
- Eddy Veerus - voce

### Altri musicisti
- Emis Killa - voce aggiuntiva (traccia 1)
- Samuel Heron - voce aggiuntiva (traccia 2)
- Shade - voce aggiuntiva (traccia 4)
- Myss Keta - voce aggiuntiva (traccia 5)
- MadMan - voce aggiuntiva (traccia 6)
- Gemelli DiVersi - voce aggiuntiva (traccia 10)

### Produzione
- Don Joe - produzione (traccia 1)
- Sissa - produzione (traccia 2)
- Sissa, Davide Gubitoso, Molella & Valentini - produzione (traccia 3)
- Saint Ambroeus, Davide Gubitoso - produzione (traccia 4)
- MCMXC, Gigi Barocco - produzione (traccia 5)
- Merk & Kremont, Eugenio Maimone, Leonardo Grillotti - produzione (tracce 6, 10)
- Razihel, Pete Miles - produzione (traccia 7)
- Big Fish, Andrea Piraz - produzione (traccia 8)
- Zef, Sissa, Davide Gubitoso - produzione (traccia 9)

## Classifiche

### Classifiche settimanali
| Classifica (2018) | Posizione massima |
| ----------------- | ----------------- |
| Italia            | 6                 |

### Classifiche di fine anno
| Classifica (2019) | Posizione |
| ----------------- | --------- |
| Italia            | 93        |